# MCH Arena
De MCH Arena (Messecenter Herning Arena) is een voetbalstadion in de Deense stad Herning. Het werd gebouwd in 2003-2004 en heette lange tijd de S.A.S. Arena. Het stadion is de thuisbasis van de fusieclub FC Midtjylland. In 2011 was het een van de stadions waarin het Europees kampioenschap voor jeugdteams werd gespeeld.

## Interlands
Het Deens voetbalelftal speelde enkele interlands in de MCH Arena.
| 1 | 26 maart 2008    | Denemarken – Tsjechië   | 1 – 1 | Oefeninterland       |
| 2 | 15 november 2013 | Denemarken – Noorwegen  | 2 – 1 | Oefeninterland       |
| 3 | 24 maart 2016    | Denemarken – IJsland    | 2 – 1 | Oefeninterland       |
| 4 | 16 oktober 2018  | Denemarken – Oostenrijk | 2 – 0 | Oefeninterland       |
| 5 | 7 oktober 2020   | Denemarken – Faeröer    | 4 – 0 | Oefeninterland       |
| 6 | 28 maart 2021    | Denemarken – Moldavië   | 8 – 0 | WK 2022 kwalificatie |

Blue Water Arena (Esbjerg fB) ·
Brøndbystadion (Brøndby IF) ·
Cepheus Park Randers (Randers FC) ·
DS Arena (Hobro IK) ·
Farum Park (FC Nordsjælland) ·
MCH Arena (FC Midtjylland) ·
Nordjyske Arena (Aalborg BK) ·
NRGi Park (Aarhus GF) ·
Odensestadion (Odense BK) ·
Parken (FC Kopenhagen) ·
Sydbank Park (SønderjyskE) ·
Viborgstadion (Viborg FF)
CASA Arena Horsens (AC Horsens) ·
Harboe Arena Slagelse (FC Vestsjælland) ·
Helsingørstadion (FC Helsingør) ·
Herfølgestadion (HB Køge) ·
Hjørringstadion (Vendsyssel FF) ·
Lyngbystadion (Lyngby BK) ·
Mascot Park (Silkeborg IF) ·
Monjasa Park (FC Fredericia) ·
Næstvedstadion (Næstved BK) ·
Roskilde Idrætspark (FC Roskilde) ·
Spar Nord Arena (Skive IK) ·
Vejlestadion (Vejle BK)